# Monache clarisse

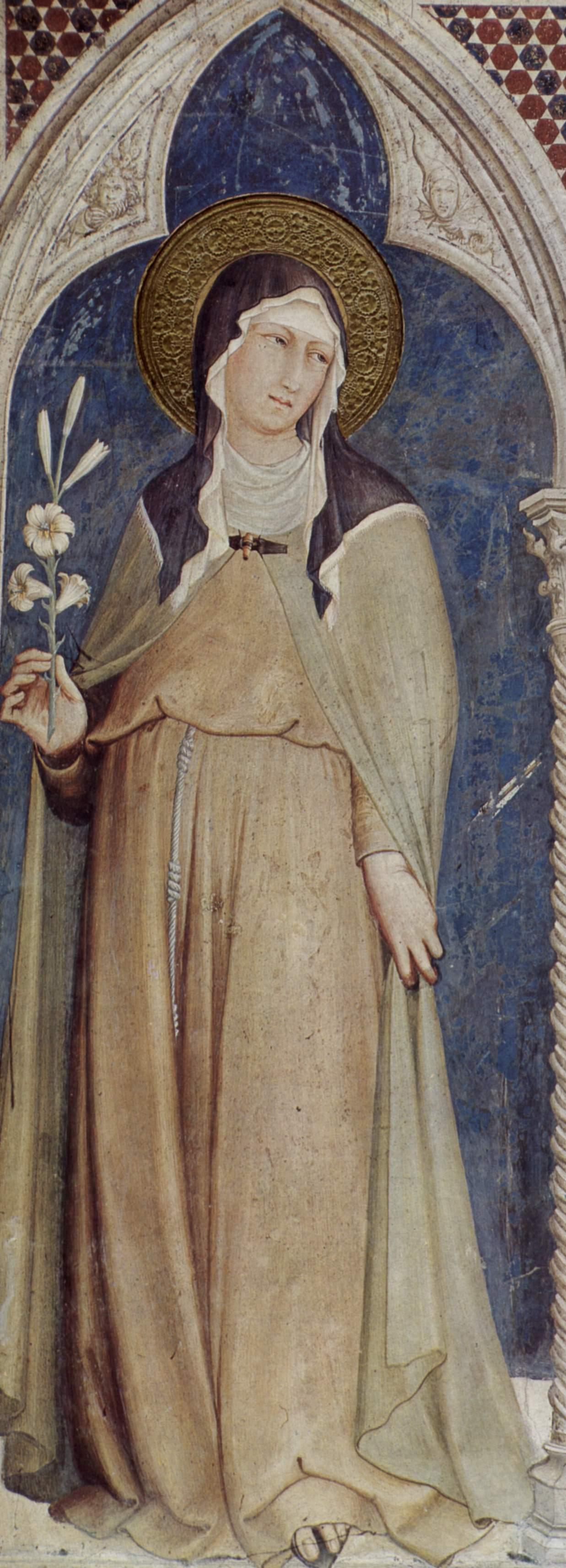
Santa Chiara, particolare di un affresco di Simone Martini nella basilica inferiore di Assisi

L'Ordine di Santa Chiara (in latino Ordo Sanctæ Claræ, O.S.C.) conosciuto anche come clarisse, sono monache di voti solenni appartenenti all'ordine fondato da san Francesco e santa Chiara d'Assisi (da cui le clarisse derivano il nome) nel 1212: seguono la regola approvata da papa Innocenzo IV nel 1253.

## Storia

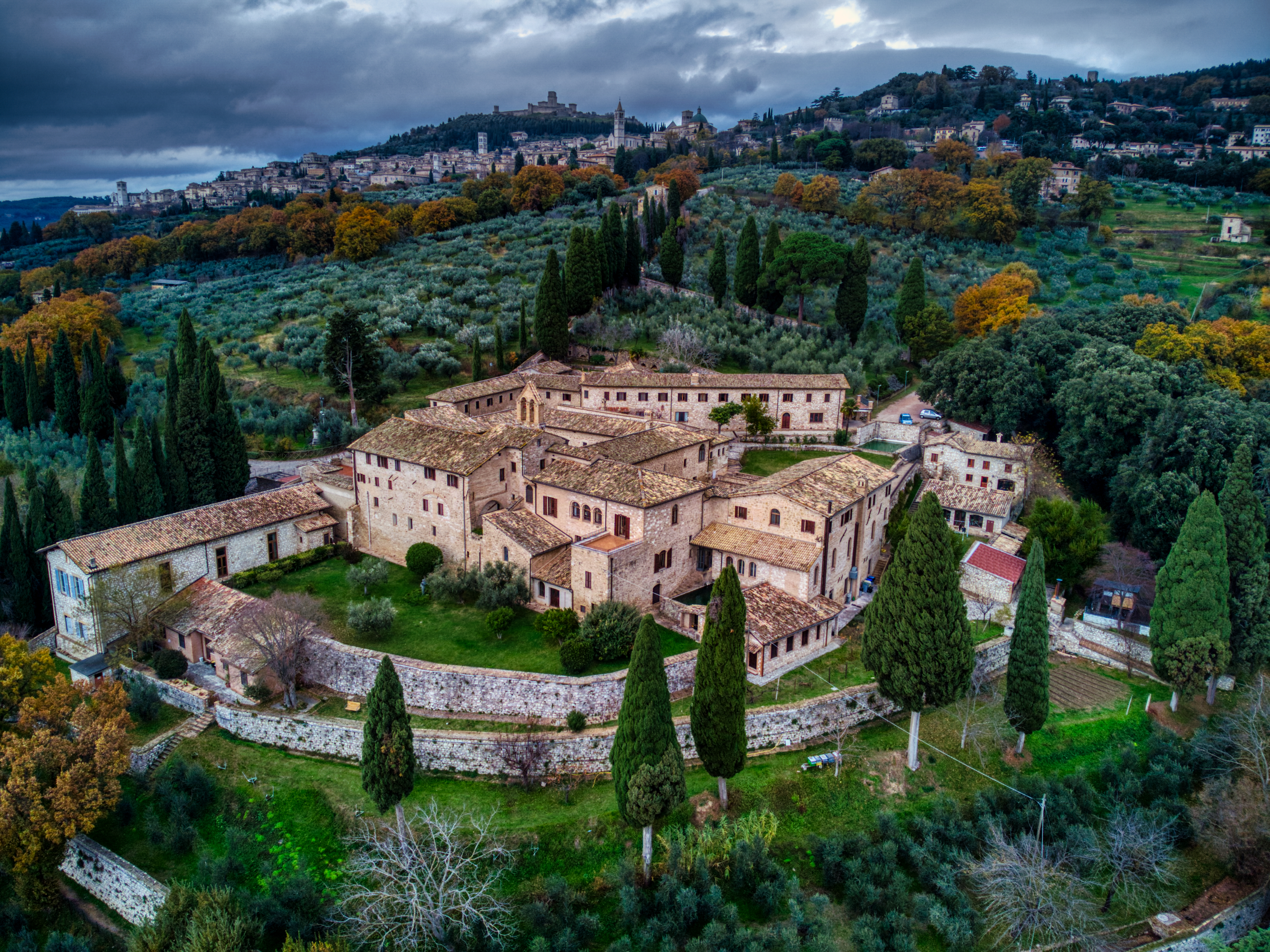
Chiesa di San Damiano (Assisi)

Il secondo Ordine francescano nacque nella notte della Domenica delle Palme, fra il 28 o 29 marzo 1211 o il 18 e il 19 marzo 1212, quando Chiara, fuggita dalla casa del padre, Favarone dei conti di Coccorano, si recò alla Porziuncola di Assisi dove subì da Francesco il taglio dei capelli e ricevette il velo monastico; affidata inizialmente alle benedettine, allorquando venne raggiunta dalla sorella Agnese e da altre compagne venne trasferita negli umili locali annessi alla chiesetta di San Damiano (da cui derivarono il nome con cui erano originariamente designate: Povere Dame di San Damiano o Damianite).

### LaRegola di Santa Chiara

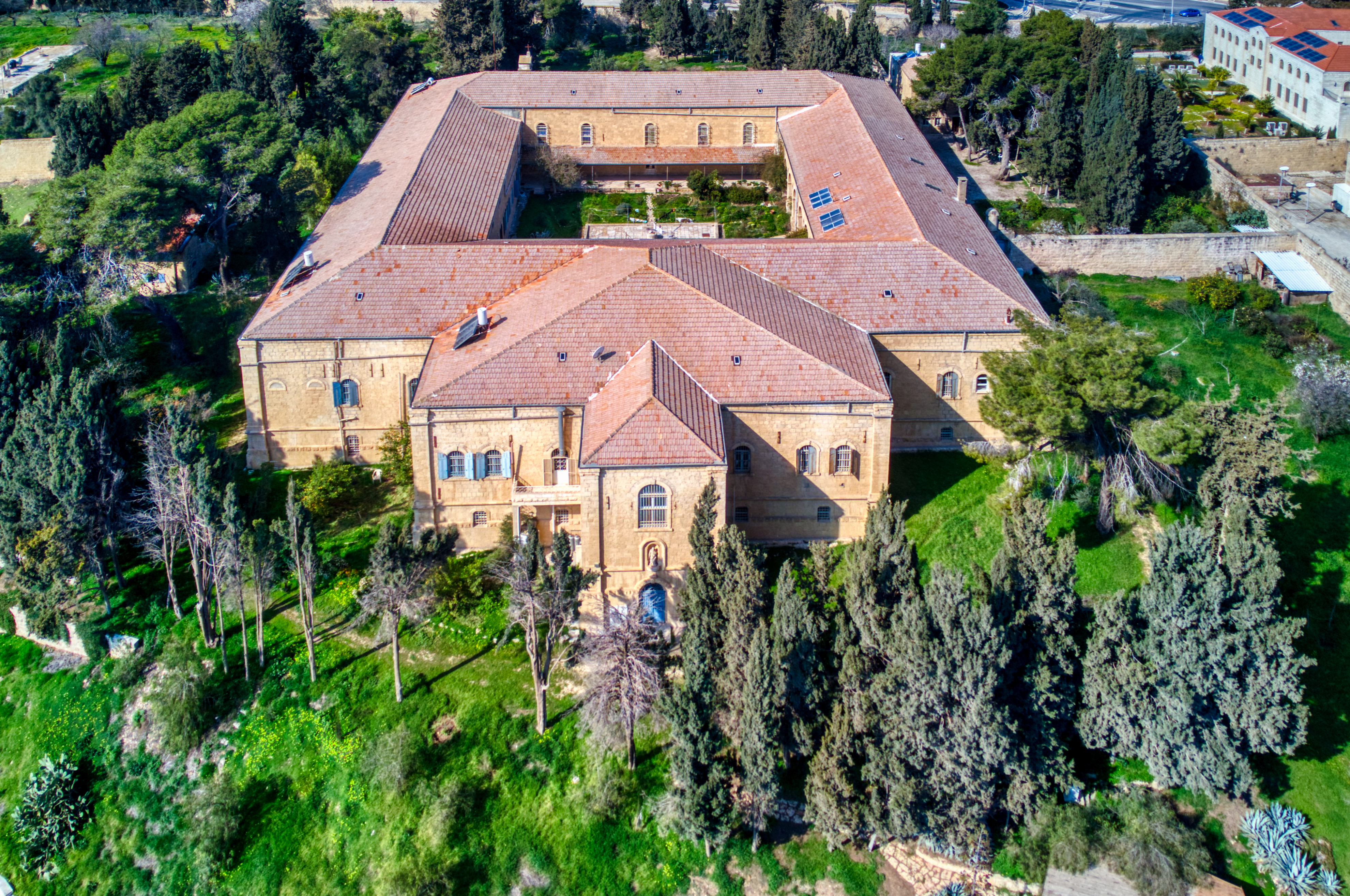
Monastero delle Clarisse, Gerusalemme

La regola di vita dell'Ordine fu inizialmente costituita da alcune semplici istruzioni dettate da san Francesco, ma queste osservanze nel 1215, in base a quanto stabilito dal XIII canone del Concilio Lateranense IV, dovettero cedere il posto alla regola benedettina.
A partire dal 1218 il cardinale Ugolino dei Conti di Segni (poi papa col nome di Gregorio IX) iniziò a formulare per loro una nuova regola molto rigida, che prevedeva l'obbligo della clausura: questa regola fu rivista e definitivamente redatta da Chiara (per cui è detta Regola di santa Chiara) e venne approvata da papa Innocenzo IV il 9 agosto 1253 (due giorni prima che Chiara morisse).

### LaRegola urbanianae la divisione delle clarisse
Non tutti i monasteri di clarisse sorti nel frattempo accettarono la Regola di santa Chiara, per cui il cardinale protettore dell'Ordine, Gaetano Orsini, compose una nuova regola approvata con bolla di Urbano IV il 18 ottobre 1263 ad Orvieto (la cosiddetta regola urbaniana: Datum apud Urbem Veterem, decimo quinto kalendas novembris, pontificatus nostri anno tertio).
Questa nuova regola permetteva però alle religiose di possedere beni in comune, venendo ad infrangere il privilegio della povertà concesso da Gregorio IX il 17 settembre del 1228 e recepito dalla regola approvata da Innocenzo IV. L'Ordine si divise così in due congregazioni: quella delle damianite (oggi dette semplicemente monache clarisse), fedeli alla regola del 1253, e quella delle urbaniste, che accettavano la regola del 1263.
Nel corso dei secoli successivi nacquero ulteriori congregazioni di clarisse: sono giunte fino ai nostri giorni le colettine, sorte nel 1406 dalla riforma introdotta da santa Coletta di Corbie nel monastero di Besançon, e le cappuccine, fondate a Napoli nel 1535 da Maria Lorenza Longo.

## Le monache clarisse
Quello delle clarisse è un ordine monastico claustrale le cui religiose si dedicano prevalentemente alla preghiera contemplativa.
Ogni monastero costituisce una comunità autonoma ed è retto da una badessa eletta a tempo determinato; è generalmente sottoposto alla giurisdizione vescovile ed è legato sul piano spirituale all'ordine maschile. Si riconosce nella famiglia francescana.
Alla fine del 2005 i monasteri delle clarisse erano 562 e le monache 7.565.